# Stora Båtsjön
Stora Båtsjön är en sjö i Ovanåkers kommun i Hälsingland och ingår i Ljusnans huvudavrinningsområde. Sjön har en area på 0,391 kvadratkilometer och ligger 227,1 meter över havet. Sjön avvattnas av vattendraget Sälmån.

## Delavrinningsområde
Stora Båtsjön ingår i det delavrinningsområde (680364-148058) som SMHI kallar för Utloppet av Stora Båtsjön. Medelhöjden är 303 meter över havet och ytan är 8,62 kvadratkilometer. Räknas de 8 avrinningsområdena uppströms in blir den ackumulerade arean 67,93 kvadratkilometer. Sälmån som avvattnar avrinningsområdet har biflödesordning 3, vilket innebär att vattnet flödar genom totalt 3 vattendrag innan det når havet efter 126 kilometer. Avrinningsområdet består mestadels av skog (86 procent). Avrinningsområdet har 0,39 kvadratkilometer vattenytor vilket ger det en sjöprocent på 4,5 procent.